# Leiostyla anglica
Leiostyla anglica ist eine landlebende Schneckenart aus der Familie der Lauriidae. Die Familie Lauriidae wird zu den Landlungenschnecken (Stylommatophora) gezählt.

## Merkmale
Das Gehäuse ist 3,1 bis 3,7 mm hoch und 1,7 bis 2,1 mm breit (dick). Es ist eiförmig mit einem stumpfen Apex. Die 5 bis 6½ Windungen sind nur schwach gewölbt, die Naht ist nicht besonders deutlich ausgeprägt. Es ist rötlich-braun, die Oberfläche ist matt und mit sehr schwachen Anwachsstreifen versehen. Die Mündung ist U-förmig mit gerundetem unterem Rand. Der weißliche Mundsaum ist verdickt, besonders in der Mitte der oft etwas eingebuchteten Außenlippe. Bis zu sechs lamellenähnliche Zähne ragen in die Mündung hinein: ein Angularzahn, meist sehr deutlich entwickelt und mit der Außenlippe verbunden, ein Parietalzahn, ein Columellarzahn und zwei Palatalzähne, die sich nahe der Basis in die letzte Windung hinein ziehen.
Der Weichkörper des Tieres ist hell, fast durchscheinend, mit dunkel-grauen Kopf und Fühlern. Die oberen Fühler sind lang, die unteren Fühler sehr kurz, eher wie Tuberkel. Im männlichen Trakt des Geschlechtsapparat zweigt der dünne Samenleiter spät vom Eisamenleiter (Spermovidukt) ab und mündet apikal in den sehr langen Epiphallus. Dieser schwillt bei der Einmündung des Samenleiters sehr rasch an um nach etwa einem Viertel der Epiphallus-Länge auf weniger als die Hälfte des Durchmessers wieder abzunehmen. Am Übergang Epiphallus/Penis setzt ein mäßig langer, dünner, wurmförmiger Blindsack an (Peniscaecum). Danach nimmt der Penis zunächst stark an Dicke zu um dann bis zum Abzweig des Penisappendix wieder abzunehmen. Nach der Abzweigung des Penisappendix schwillt der Penis erneut kugelig an, um zur Einmündung in das Atrium wieder abzunehmen. Insgesamt ist der Epiphallus fast doppelt so lang wie der Penis. Der Penisappendix ist extrem lang, mit einem vergleichsweise langen, verdickten Basalteil, einem langen, gewunden, fadenförmigen Mittelteil und einem etwas kürzeren, stark verdickten Endteil. Im weiblichen Trakt des Genitalapparates ist der freie Eileiter deutlicher länger als die kurze Vagina. Der Stiel der Spermathek ist sehr lang und im oberen Teil stark verdickt. Die Blase reicht bis zur Eiweißdrüse und den Geschlechtsdrüse.

## Geographisches Verbreitung und Lebensraum
Die Verbreitung der Art zieht sich von Algerien, Madeira, Westspanien und Portugal, Westfrankreich (nur noch eine Lokalität bei Calais) über die Kanalinseln bis England, Schottland und Irland. Frühere Nachweise der Art aus Bulgarien haben sich als Fehlbestimmungen erwiesen.
Die Art bevorzugt eher feuchte Habitate in Sümpfen und schattigen Wäldern. In Mittel- und Südengland wird die Art sogar als Indikator für ursprüngliche Waldgebiete betrachtet. Sie lebt dort in der Laubstreu, unter Steinen und in Moosen. Die Art scheint relativ hohe Temperaturen zu tolerieren.

## Taxonomie
Das Taxon wurde 1821 von André Étienne d’Audebert de Férussac als Vertigo anglica aufgestellt. Die Typlokalität ist Scarborough in Yorkshire (England). Es ist die am besten bekannte Art der Gattung Leiostyla Lowe, 1852.

## Gefährdung und Schutz
Die Populationen der Art in Mittel- und Südengland sind durch Abholzungen von alten Wäldern im Niedergang und stark gefährdet. Sie ist noch häufiger in Cornwall, Wales, Nordengland, Schottland und Irland anzutreffen.

## Belege

### Online
- AnimalBase – Leiostyla anglica